# NGC 588
NGC 588 је део галаксије (на пример сјајан HII регион) у сазвежђу Троугао која се налази на NGC листи објеката дубоког неба.
Деклинација објекта је + 30° 38' 56" а ректасцензија 1h 32m 45,7s. Привидна величина (магнитуда) објекта NGC 588 износи 13,5. NGC 588 је још познат и под ознакама HII+SCL in M 33.